# 독일 낭만주의
독일 낭만주의(獨逸浪漫主義, German Romanticism, 독일어: Deutsche Romantik)는 18세기 말, 19세기 초 독일어 사용 국가의 저명한 지식 운동으로, 철학, 미학, 문학, 비평 부문에 영향을 주었다.

## 개요
영국이나 프랑스에서 시민사회가 성립되었을 때 독일은 전제정치에 머물고 있었다. 이 때문에 독일의 사상가들은 처음에는 프랑스 혁명을 환영하고, 그 자유의 빛을 받아들이기 위해 계몽운동을 전개했다. 그러나 자본주의의 모순이 심해져 감에 따라서 시민사회를 부정하고, 자유주의나 합리주의에 반대해서 중세사회를 이상으로 하는 사조가 나타났다. 이것이 독일의 낭만주의이다. 그 대표자는 헤겔로서 『법철학(法哲學)』에서 인륜성실현(人倫性實現)의 과정으로서 가족, 시민사회, 국가를 들고, 시민사회를 가족과 국가와의 매개적 차별태(媒介的差別態)라 하고 자기이익의 추구만을 궁극의 목적으로 하는 분열로서 통일된 것이라고 했다.헤겔은 이것을 욕구의 체계라고 이름 붙였으나 시민사회에서는 분열이 생기고, 빈곤이 생기며, 비참한 상태가 만들어져 도덕적 파괴를 벗어날 수 없다고 했다. 그래서 개인을 초월하는 따뜻한 인간감정 세계로서의 국가 가운데서 최고의 도덕과 정신적 자유를 찾아내려고 했다.슈타인도 헤겔의 영향을 받아서 시민사회를 경제문제를 중심으로 다루어 비판했다. 이 생각은 독일 전통의 사상이 되어 20세기에까지 계승되었다. 퇴니에스도 그렇게 생각해서 게젤샤프트(利益社會)를 일시적 허위(虛僞)의 공동생활, 즉 본질적으로 결합하지 않고 분리하고 있는 것과 같은 사람들의 집합이라 하고, 게마인샤프트(共同社會)에 우위를 두었다. 이같이 자유는 아니었지만 따뜻한 인간감정에 연결된 중세에의 복귀를 이상으로 하는 생각은 독일에서 강했다.

## 문학, 철학 관련 인물
- 요한 고트프리트 헤르더
- 하인리히 하이네
- 아힘 폰 아르님
- 베티나 폰 아르님
- 클레멘스 브렌타노
- 장 파울
- 게오르크 빌헬름 프리드리히 헤겔
- E. T. A. 호프만
- 프리드리히 횔덜린
- 하인리히 폰 클라이스트
- 노발리스
- 프리드리히 빌헬름 요제프 셸링
- 카를 빌헬름 프리드리히 슐레겔
- 아우구스트 빌헬름 슐레겔
- 프리드리히 슐라이어마허
- 루트비히 티크
- 루트비히 울란트
- 요제프 폰 아이헨도르프 남작
- 요한 고틀리프 피히테
- 빌헬름 바켄로더
- 에른스트 모리츠 아른트
- 요한 볼프강 폰 괴테
- 아델베르트 폰 샤미소
- 에두아르트 뫼리케

## 작곡가
- 루트비히 판 베토벤
- 요하네스 브람스
- 프란츠 리스트
- 펠릭스 멘델스존
- 프란츠 슈베르트
- 로베르트 슈만
- 리하르트 바그너
- 카를 마리아 폰 베버

## 미술가
- 카스파르 다비트 프리드리히

## 건축가
- 카를 프리드리히 싱켈

## 같이 보기
- 하이델베르크
- 슈투름 운트 드랑